# Harry Merkel
Harry Erich Merkel (Taucha, 10 gennaio 1918 – Killarney Vale, 11 febbraio 1995) è stato un pilota automobilistico tedesco.

## Carriera
Ha partecipato al Gran Premio di Germania 1952 di Formula 1, condividendo una delle vetture di Willi Krakau, una BMW Eigenbau.
Prese parte anche a competizione su vetture sport prototipo, partecipando quattro volte alla 24 ore del Nürburgring nel 1953, 1963, 1967 e 1972; al Tourist Trophy 1954 e alla Mille Miglia 1955.

## Risultati in Formula 1
| 1952 | Scuderia       | Vettura      |  |  |  |  |  |   |  |  |  | Punti | Pos. |
| ---- | -------------- | ------------ |  |  |  |  |  | - |  |  |  | ----- | ---- |
| 1952 | Pilota privato | BMW Eigenbau |  |  |  |  |  | - |  |  |  | 0     |      |